# Бернен
Бернен (фр. Bernin) — коммуна во Франции, находится в регионе Рона — Альпы. Департамент коммуны — Изер. Входит в состав кантона Муаян Грезиводан. Округ коммуны — Гренобль.
Код INSEE коммуны — 38039. Население коммуны на 2007 год составляло 3007 человек. Населённый пункт находится на высоте от 219 до 1200 метров над уровнем моря. Муниципалитет расположен на расстоянии около 480 км юго-восточнее Парижа, 100 км юго-восточнее Лиона, 15 км северо-восточнее Гренобля. Мэр коммуны — Сесиль Роска, мандат действует на протяжении 2015—2020 гг.

## Население
Динамика населения (INSEE):

## Города-побратимы
- Кизельброн, Германия (1987)